# François-Joseph Quesnot
François-Joseph Quesnot, né à Caen en 1765 où il est mort en 1804, est un mathématicien français.
Professeur de mathématiques transcendantes au lycée de Caen, François-Joseph Quesnot a été le professeur, entre autres, d’Augustin Fresnel.
Quesnot était membre de l’Académie royale des Belles-Lettres de Caen.